# Tacuja Sakai
Tacuja Sakai (* 19. listopad 1990) je japonský fotbalista.

## Klubová kariéra
Hrával za Sagan Tosu, Matsumoto Yamaga FC.

## Reprezentační kariéra
Tacuja Sakai odehrál za japonský národní tým v roce 2014 celkem 1 reprezentační utkání.

## Statistiky
| Japonsko | Japonsko | Japonsko |
| Roky     | Záp.     | Góly     |
| -------- | -------- | -------- |
| 2014     | 1        | 0        |
| Celkem   | 1        | 0        |